# Chasmias motatorius
Chasmias motatorius är en stekelart som först beskrevs av Fabricius 1775.  Chasmias motatorius ingår i släktet Chasmias och familjen brokparasitsteklar. Arten är reproducerande i Sverige. Inga underarter finns listade i Catalogue of Life.